# Bernhard Julius Dedekind
Bernhard Julius Dedekind (getauft am 6. April 1691 in Gehrden; gestorben am 19. September 1749 in Aurich) war ein deutscher Goldschmied, Medailleur und Münzstempelschneider, der unter anderem als Münzmeister in Altona, Aurich und Braunschweig mit der Signatur D. oder B. I. D. tätig war.

## Leben
Dedekind war der zweite Sohn des Jacob Tobias Dedekind (24. April 1660 – 24. Mai 1745) und dessen Frau Maria (geborene Rehse oder Reus, November 1664 – Juli 1739). Sein ältester Bruder Samuel Henrich Jacob Dedekind (April 1688 – August 1751) wurde Prediger, der Bruder Levin Justus (Jobst) Dedekind (Oktober 1693 – 1761) wurde Kaufmann in Vlotho, sein jüngster Bruder Conrad Gottlieb Hans Heinrich Dedekind (1703–1755) war, nach dem Tod des Vaters, 1745–1753 Hauptpastor in Gehrden. Er wurde in den Jahren 1721 bis 1723 von zwei Braunschweiger Goldschmiedemeistern ausgebildet, zuletzt bei Meister Andreas Röpnack. 1723 wurde er selbst Goldschmiedemeister und war mindestens ab 1733 Bruder der Goldschmiedegilde und bis 1736 als Lehrherr in Braunschweig aktiv.  Er arbeitete von 1719 bis 1742 als Stempelschneider für die Braunschweiger Münzstätten. 1729 wurde er zum Wardein der Braunschweiger Münze und 1733 zum herzoglichen Münzmeister ernannt. Im Jahr 1736 war er zudem als Stempelschneider für die Stadt Hildesheim aktiv. Herzog Karl I. von Braunschweig-Lüneburg ordnete 1742 eine strenge Untersuchung gegen ihn an, weil er „nicht ganz feines Gold“ bei der Herstellung der Dukaten und Medaillen verwendet haben soll. Der Münzkommissar Johann Philipp Graumann leitete diese Untersuchung, die mit dem Ergebnis endete, dass Dedekind am 1. Juni 1742 aus den herzoglichen Diensten entlassen wurde. Als Dedekind im Mai 1743 Braunschweig verlassen wollte, um nach Altona zu gehen, wurde er unter Stadtarrest gestellt. Er durfte die Braunschweig erst verlassen, nachdem er der Stadt das Haus seiner Ehefrau als Unterpfand überlassen hatte.
Dedekind war anschließend seit dem 16. Mai 1743 in Altona in dänischen Diensten und zuletzt von 1747 bis 1749 als Münzmeister an der preußischen Münze in Aurich bei Emden tätig. Er soll zwischenzeitlich auch in Kopenhagen gearbeitet haben. Am 22. März 1752 wurde seine Witwe in Braunschweig wieder als verheiratet genannt.

## Werke (Auswahl)
Dukaten, Medaillen, Taler
- Porträt des Herzogs August Wilhelm von Braunschweig-Wolfenbüttel
- 1731: Sterbemedaille für Herzog August Wilhelm[5]
- 1731: Einzug des Herzogs Ludwig Rudolf in Braunschweig[6]
- 1733: Vermählung von Karl I. von Braunschweig-Lüneburg mit Philippine Charlotte von Preußen
- 1733: Dukaten anlässlich der Vermählung Friedrichs des Großen mit Elisabeth Christine von Braunschweig-Wolfenbüttel-Bevern
- 1735: Sterbetaler für die Herzöge Ludwig Rudolf und Ferdinand Albrecht II.
- Medaille auf den Witwensitz Schloss Antoinettenruh der Antoinette Amalie von Braunschweig-Wolfenbüttel[7]
- 1748: König Friedrich II. von Preußen (hergestellt in Ostfriesland)